# Oncoimmunology
OncoImmunology ist eine wissenschaftliche Fachzeitschrift, die von Taylor & Francis veröffentlicht wird. Sie erscheint mit zwölf Ausgaben im Jahr. Es werden Arbeiten veröffentlicht, die sich mit dem Gebiet der Immunologie und Onkologie beschäftigen.
Der Impact Factor lag im Jahr 2015 bei 7,644. Nach der Statistik des ISI Web of Knowledge wird das Journal mit diesem Impact Factor in der Kategorie Immunologie an 16. Stelle von 148 Zeitschriften und in der Kategorie Onkologie an 17. Stelle von 213 Zeitschriften geführt.